# Rio Ave (Lembá)
Rio Ave é uma aldeia de São Tomé e Príncipe, localiza-se no Distrito de Lembá, ilha de São Tomé, próxima à localidade de Santa Catarina.